# Salvadorianische Davis-Cup-Mannschaft
Die salvadorianische Davis-Cup-Mannschaft ist die Herren-Tennisnationalmannschaft El Salvadors. 

## Geschichte
Seit 1991 nimmt El Salvador am Davis Cup teil, kam bislang jedoch noch nicht über die Amerika Gruppenzone II hinaus. Erfolgreichster Spieler ist Rafael Arévalo mit insgesamt 52 Siegen, Rekordspieler mit 45 Teilnahmen ist Manuel-Antonio Tejada-Ruiz.